# Canon EOS M6 Mark II
Die Canon EOS M6 Mark II ist eine spiegellose Systemkamera des japanischen Herstellers Canon. Sie wurde im September 2019 auf dem europäischen Markt eingeführt. Technischer Support besteht noch bis März 2029. Besonderes Merkmal der Mittelklasse-Kamera ist der fehlende Sucher; ein externer elektronischer Sucher kann aufgesteckt werden (EVF-DC1 oder EVF-DC2).
Die Kamera führt sowohl die M5 als auch die ebenfalls sucherlose M6 weiter. Die Kamera konkurrierte bei ihrer Einführung mit Kameras anderer Hersteller wie der Sony a6400, der Fuji X-T30 und der Nikon Z50.

## Technische Merkmale
In der EOS M6 wird ein Bildsensor im APS-C-Format mit einer Auflösung von 32,5 Megapixel verwendet, dieser Sensor ist auch bei der 90D und der R7 zu finden. Die Kamera kann Videos mit einer Auflösung von 4k bei 29,97 oder 25 Vollbildern pro Sekunde beziehungsweise mit Full-HD-Auflösung bei 119,88 Vollbildern pro Sekunde aufnehmen. Die M6 kann bis zu 14 Bilder pro Sekunde aufnehmen. Ein sogenannter Burst-Mode ermöglicht die Aufnahme von bis zu 30 Bildern pro Sekunde im Raw-Format.
Die Kamera ist knapp 400 Gramm schwer und hat einen Bildschirm, der nach oben geklappt werden kann. Ein eingebauter Sucher fehlt. Das 3,0-Zoll-Display verarbeitet rund 1,04 Millionen Subpixel.
Die Canon M6 Mark II hat einen Anschluss für Mikrofone (3,5 mm), ein Kopfhöreranschluss fehlt. Die Kamera kann über einen USB-C-Anschluss (2.0) an einen Computer angeschlossen bzw. geladen werden. Das Gehäuse ist mit einer Gummierung in genarbter Lederoptik überzogen.

## Beurteilungen
Dpreview meinte, die Kamera sei einnehmend und eine Freude zum Fotografieren. Sie könne mit der Konkurrenz gut mithalten, wenngleich sie in vielen Kategorien nicht die Klassenbeste sei. Positiv fand das Review an diesen „wirklich soliden fotografischen Begleiter“ die Aufnahmequalität bei wenig Licht und den breiten Dynamic Range. Auch die direkte Bedienbarkeit und Ergonomie fand Anklang. Das Rolling-Shutter-Phänomen halte sich sehr in Grenzen.
An den Autofokus der Sony a6400 komme die Canon jedoch nicht heran. Die Videoqualität in 4K sei in den Details viel schlechter als bei den Konkurrenten, außerdem fehlten flat log und Log profile. Die Batteriedauer enttäusche.
Auch Techradar lobte die Kompaktheit der kleinen Kamera. Bei den Funktionen und der Qualität mache sie trotzdem keine Kompromisse. Der Sensor sei viel besser als beim Vorgängermodell. Das Fokussieren gehe beeindruckend schnell. Für Reisen sei sie besonders geeignet. Kritisiert wurden unter anderem der nicht eingebaute Sucher und die Tatsache, dass der Bildschirm nur nach oben gedreht werden kann. Ein eingebauter Bildstabilisator fehle; Techradar weist wie auch andere darauf hin, dass das EOS-M-System nur wenige eigene Objektive aufweise und die Verwendung von schwereren EF-Objektiven per Adapter die Kamera nach vorn kippen lasse. Insgesamt aber sei man überrascht, dass die kleine Kamera sich als so leistungsfähig erwiesen hat.
Unter anderem Cameralabs thematisiert insbesondere den fehlenden Sucher. So ein Sucher sei besser eingebaut, wenngleich dadurch die Kamera größer, schwerer und teurer wäre. Durch den Verzicht sei auch Platz für ein weiteres Drehrad da gewesen. Der existierende externe Sucher, EVF-DC2, habe keine besonders hohe Auflösung. Da der externe Sucher den Blitzschuh verwendet, habe man ein Problem, sobald man dort z. B. ein Mikrofon aufsetzen will oder man den Bildschirm für ein Selfie nach oben drehen will. Hinzu komme der recht hohe Preis für den Sucher.

## Belege
1. ↑  Canon Deutschland: Tempo, Qualität und Flexibilität: Canon stellt EOS 90D und EOS M6 Mark II vor – Canon Presse Center. Abgerufen am 5. September 2019 (deutsch).
2. ↑  修理対応期間対象商品｜キヤノン. Abgerufen am 7. April 2023 (japanisch).
3. ↑  Canon Deutschland: Technische Daten und Funktionen – Canon EOS M6 Mark II. Abgerufen am 5. September 2019 (deutsch).
4. 1 2  MediaNord: Testbericht: Canon EOS M6 Mark II. Abgerufen am 6. Januar 2020.
5. ↑  Preview: Hands-On-Test der Canon EOS M6 Mark II | News | dkamera.de | Das Digitalkamera-Magazin. Abgerufen am 6. Januar 2020.
6. ↑  Richard Butler: Canon EOS M6 Mark II review: Our favorite Canon mirrorless camera yet. In: dpreview, 25. November 2019, abgerufen am 24. Januar 2020.
7. ↑  Amy Davies: Canon EOS M6 Mark II review. In: techradar, 11. Oktober 2019, abgerufen am 24. Januar 2020.
8. ↑  Gordon Laing: Canon EOS M6 II review. In: Cameralabs, 30. September 2019, abgerufen am 24. Januar 2020.